# Feeding the Monkies at Ma Maison
Feeding the Monkies at Ma Maison è un album discografico del cantautore e musicista Frank Zappa, pubblicato postumo nel 2011.

## Tracce
1. Feeding The Monkies at Ma Maison – 20:12
2. Buffalo Voice – 11:34
3. Secular Humanism – 6:37
4. Worms From Hell – 5:31
5. Samba Funk – 11:29

## Formazione
- Frank Zappa - synclavier
- Moon Zappa - voce